# Jens Galschiøt

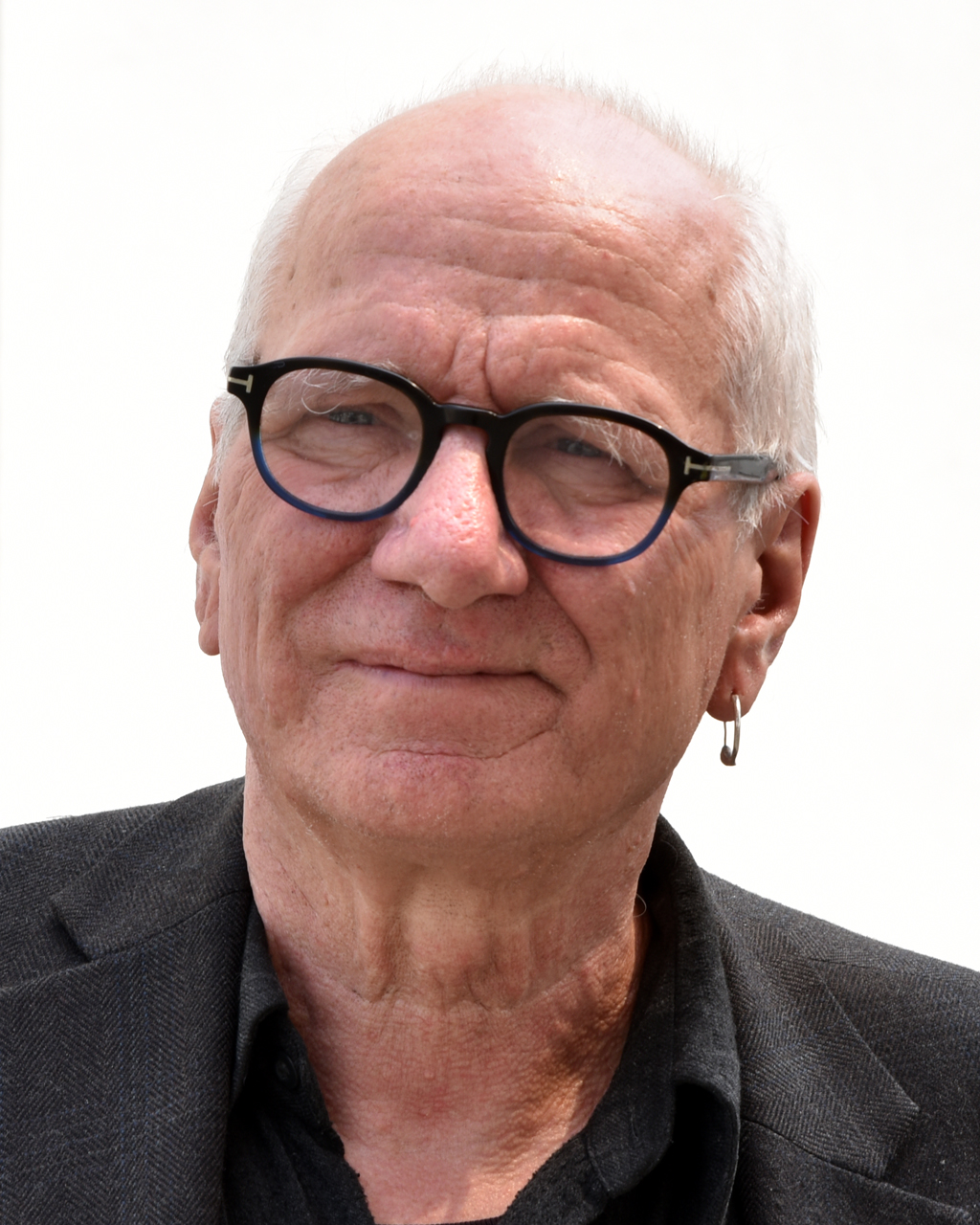
Jens Galschiøt (2022)

Jens Galschiøt (* 1954 in Frederikssund, Dänemark) ist ein dänischer Künstler. Seine bekanntesten Werke sind die Skulpturenreihe der Säule der Schande und das Dialogprojekt Abrahams Kinder.

## Leben
Galschiøt wurde 1954 in Frederikssund geboren. 1973 zog er nach Odense und schloss 1978 eine Ausbildung als Schlosser auf der Lindø Schiffswerft ab. Fertigkeiten als Silberschmied und Skulptor brachte er sich selbst bei. 1985 richtete er in Odense seine Werkstatt mit Galerie und Skulpturengarten ein.
Mit seiner Frau Colette Markus hat er drei Söhne.

## AIDOH
1995 startete Galschiøt anlässlich des Weltgipfels für soziale Entwicklung in Kopenhagen das Projekt AIDOH. Die Abkürzung steht für Art In Defence Of Humanism (Kunst zur Verteidigung des Humanismus). Er wollte damit ein Forum für Künstler weltweit schaffen, die ihre Kunst zur Verteidigung des Humanismus und der Menschenrechte einsetzen wollen. Zur weltweiten Umsetzung fehlen bisher die Mittel, weshalb im Rahmen von AIDOH er bisher allein agiert.

## Künstlerisches Wirken

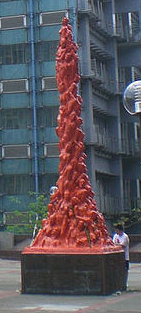
Säule der Schande vor der Universität Hongkong, aufgenommen 2009

Beeindruckt von den Bildern des Mauerfalls im Herbst 1989 entwarf Galschiøt eine Skulptur mit Mauerstücken zur Erinnerung an dieses Ereignis. Von der Stadt Berlin erhielt er zwei Mauerstücke, jedoch fand er keine ausreichende Unterstützung für eine Aufstellung als Denkmal in Berlin. Das Modell wurde im Haus am Checkpoint Charlie ausgestellt, die Mauerstücke stehen zusammen mit Menschenskulpturen des Werkes im Skulpturengarten in Odense.
Anlässlich der UN-Klimakonferenz in Kopenhagen initiierte er das Art-Happening SevenMeters.net. Vom 13. November bis zum 19. Dezember 2010 wurden verschiedene Kunstprojekte durchgeführt. Darunter die Installation der seven meters line in Kopenhagen, eine Installation aus Tausenden von rot blinkenden LEDs, die über eine Strecke von 24 Kilometern die Höhe von sieben Metern über dem Meeresspiegel markierten, dem potenziellen Meeresspiegel nach der Eisschmelze allen Grönlandeises. Der Meerjungfrau, dem Wahrzeichen von Kopenhagen, stellte er im Wasser die Skulptur Survival of the Fattest gegenüber. Sie stellt eine übergewichtige Justitia dar, die auf dem Rücken eines abgemagerten afrikanischen Mannes sitzt, der bis zu den Hüften im Wasser steht. Es soll ein Symbol für die doppelten Standards und der Selbstgerechtigkeit der reichen Welt darstellen. Mit ihrer Waage sitzt sie auf dem verhungernden Mann, dem Symbol für die Dritte Welt, und tut so, als würde sie Gerechtigkeit ausüben und das Beste für ihn tun. Weitere Installationen im Rahmen von SevenMeters: The pulse of the earth (Puls der Erde) und Wandering Refugees (Umherirrende Flüchtlinge) an der Bella Centre U-Bahn-Station am Eingang zur Klimakonferenz, Freedom to Pollute (Freiheit die Umwelt zu verschmutzen) und Balancing Act (Balance-Akt). SevenMeters fand gleichzeitig eine Adaption in Mexiko durch den Künstler Emmanuel Cruz.
2015 verwirklichte er das Projekt Abrahams Kinder, welches sich mit den monotheistischen Religionen: Islam, Christentum und Judentum auseinandersetzt.
2017 gestaltete er 70 Bronzeskulpturen für das sozial-kulturelle Schiffsprojekt zu Flucht und Migration „Mit Sicherheit gut ankommen“.

## Auszeichnungen
- 1994: Jubi-pris der Pædagogisk Medhjælperforbunds für My Inner Beast
- 1994: Funktionærernes og Tjenestemændenes Fællesråds Kulturpris
- 1995: Gelsted/Kirk/Scherfig Foundation für Pillar of Shame
- 1996: Korsløkke Ungdommelige Gejst og Glædes Pris
- 1997: The Golden Shovel des Dänischen Radios für einen außergewöhnlichen Beitrag für das kulturelle Leben to the cultural life
- 2001: Industri– og Handelsforeningens Æreshåndværkerpris
- 2002: Künstler-Preis der dänischen Confederation of Trade Unions
- 2002: Scharnberg-Preis
- 2005: Bjoern Afzelius-Preis